# Danny Welbeck
Daniel Nii Tackie Mensah „Danny“ Welbeck (* 26. listopadu 1990 Manchester) je anglický profesionální fotbalista, který hraje na pozici útočníka či křídelníka za anglický klub Brighton & Hove Albion FC. Mezi lety 2011 a 2018 odehrál také 42 zápasů v dresu anglické reprezentace, ve kterých vstřelil 16 branek.

## Klubová kariéra

### Mládežnické kategorie
Welbeck se narodil v roce 1990 nedaleko Manchesteru ghanským rodičům. V roce 2006 byl členem týmu Manchesteru United U18, kde debutoval v zápase proti Sunderlandu. Přestože byl o dva roky mladší než ostatní, nastřílel mnoho gólů a stal se důležitým hráčem týmu.

### Manchester United FC
V červenci 2007 podepsal novou smlouvu a brzy se dočkal povolání do rezervního týmu. V lednu 2008 byl povolán do prvního týmu na šampionát v Saúdské Arábii, kde debutoval jako náhradník za Andersona. Poprvé v soutěžním zápase nastoupil v League Cupu proti Middlesbrough FC. A svůj debut v Premier League zaznamenal 15. listopadu 2008 proti Stoke City, když vystřídal v 63. minutě Pak Či-Songa. Welbeck v zápase dokonce vstřelil gól, když vystřelil z obrovské vzdálenosti a trefil se do šibenice. Zápas celkem skončil výsledkem 5:0. Celkem v sezóně odehrál 13 zápasů.
V sezóně 2011/12 dostal velké příležitosti od Alexe Fergusona a byl nasazen v základní sestavě Community Shield proti rivalům City. Přestože Manchester City FC o poločase vedl o dvě branky, United zápas otočili a vyhráli trofej. Také v lize začal nastupovat v základní sestavě po boku Wayna Rooneyho a týmu pomohl góly například proti Tottenhamu, Basileji, Fulhamu nebo Arsenalu, kterému United nadělili debakl 8:2.[zdroj?]
Ve 34. kole Premier League 2012/13 20. dubna 2013 porazil Manchester United Aston Villu 3:0, Welbeck mohl v předstihu slavit se spoluhráči ligový titul (dvacátý v historii klubu).

### Hostování: Preston North End FC a Sunderland AFC
V lednu 2010 poslal Sir Alex Ferguson Welbecka do týmu Prestonu, který vedl jeho syn Darren. Zde měl však problémy s kolenem a nakonec musel jít na operaci. Na sezónu 2010/11 byl znovu poslán na hostování, tentokrát do prvoligového Sunderlandu. V Sunderlandu poprvé vstřelil gól v zápase na Stamford Bridge proti Chelsea FC, kde Sunderland šokoval a vyhrál rozdílem třídy 3:0. Příští kolo Welbeck zařídil remízu 2:2 proti Evertonu a od expertů si vysloužil pochvalu. Celkem za tým ze severu Anglie vstřelil šest gólů.

### Arsenal FC
V závěru letního přestupového okna v září 2014 přestoupil z Manchesteru United do Arsenalu. 1. října 2014 vstřelil hattrick v Lize mistrů UEFA 2014/15 v zápase s tureckým týmem Galatasaray Istanbul (výhra 4:1).

## Reprezentační kariéra

### Mládežnické týmy
Welbeck nastupoval za mládežnické reprezentace Anglie už ve 14 letech. V květnu 2007 se s reprezentací do 17 let zúčastnil Mistrovství Evropy U17 v Belgii, kde ve finále angličtí mladíci podlehli Španělsku 0:1.

### A-mužstvo
Ghanský fotbalový svaz počítal do budoucna s Welbeckem do reprezentace, ale Welbeckovi došla pozvánka do reprezentace Anglie, kde debutoval v roce 2011 právě proti Ghaně na stadioně ve Wembley (29. března 2011 vystřídal v 81. minutě utkání Ashley Younga, utkání s Ghanou skončilo výsledkem 1:1). Svůj první gól vstřelil 2. června 2012 v přátelském utkání proti Belgii, když překonal belgického brankáře Simona Mignoleta, zápas skončil výsledkem 1:0.

#### Euro 2012
Následně se objevil i na soupisce trenéra Roye Hodgsona pro Euro 2012. 11. června nastoupil proti Francii, zápas skončil remízou 1:1 a Welbeck byl střídán v závěru utkání (91. minuta). V základní skupině rozhodl druhý zápas Anglie proti Švédsku gólem na 3:2, který znamenal vyřazení skandinávského týmu. V utkání proti Ukrajině nastoupil v základní sestavě a hrál do 82. minuty. Anglie zvítězila 1:0 gólem Wayna Rooneyho a postoupila do čtvrtfinále.
Ve čtvrtfinále se anglický tým střetl s Itálií a výrazně zaostával, nicméně defenziva dokázala pokrýt nápadité italské akce. Výsledek 0:0 vydržel i po prodloužení, na pokutové kopy zvítězila Itálie 4:2 a postoupila do semifinále proti Německu. Welbeck hrál do 60. minuty, pak jej vystřídal Andy Caroll.

#### MS 2014
Trenér Roy Hodgson jej vzal na Mistrovství světa 2014 v Brazílii, kde Angličané vypadli již v základní skupině D, obsadili s jedním bodem poslední čtvrtou příčku.

### Góly v reprezentaci
Góly Dannyho Welbecka v A-týmu anglické reprezentace:
| Gól | Datum        | Stadion                                                | Soupeř     | Skóre (min.)   | Výsledek | Soutěž                   |
| --- | ------------ | ------------------------------------------------------ | ---------- | -------------- | -------- | ------------------------ |
| 01. | 2. 6. 2012   | Wembley, Anglie                                        | Belgie     | 01:0 00(36.)   | 1:0      | přátelské utkání         |
| 02. | 15. 6. 2012  | Národní sportovní komplex Olimpijskyj, Kyjev, Ukrajina | Švédsko    | 02:3 00(79.)   | 2:3      | Euro 2012                |
| 03. | 12. 10. 2012 | Wembley, Anglie                                        | San Marino | 02:0 00(37.)   | 5:0      | kvalifikace na MS 2014   |
| 04. | 12. 10. 2012 | Wembley, Anglie                                        | San Marino | 04:0 00(72.)   | 5:0      | kvalifikace na MS 2014   |
| 05. | 14. 11. 2012 | Friends Arena, Solna, Švédsko                          | Švédsko    | 01:1 00(35.)   | 4:2      | přátelský zápas          |
| 06. | 14. 8. 2013  | Stadion Wembley, Londýn, Anglie                        | Skotsko    | 02:2 0(53.)    | 3:2      | přátelský zápas          |
| 07. | 6. 9. 2013   | Stadion Wembley, Londýn, Anglie                        | Moldavsko  | 03:00(45+1.)   | 4:0      | kvalifikace na MS 2014   |
| 08. | 6. 9. 2013   | Stadion Wembley, Londýn, Anglie                        | Moldavsko  | 04:000(51.)    | 4:0      | kvalifikace na MS 2014   |
| 09. | 8. 9. 2014   | St. Jakob-Park, Basilej, Švýcarsko                     | Švýcarsko  | 00:1 00(59.)   | 0:2      | kvalifikace na EURO 2016 |
| 10. | 8. 9. 2014   | St. Jakob-Park, Basilej, Švýcarsko                     | Švýcarsko  | 00:2 0(90+5.)  | 0:2      | kvalifikace na EURO 2016 |
| 11. | 9. 10. 2014  | Stadion Wembley, Londýn, Anglie                        | San Marino | 03:0 00(49.)   | 5:0      | kvalifikace na EURO 2016 |
| 12. | 15. 11. 2014 | Stadion Wembley, Londýn, Anglie                        | Slovinsko  | 02:1 00(66.)   | 3:1      | kvalifikace na EURO 2016 |
| 13. | 15. 11. 2014 | Stadion Wembley, Londýn, Anglie                        | Slovinsko  | 03:1 00(72.)   | 3:1      | kvalifikace na EURO 2016 |
| 14. | 27. 3. 2015  | Stadion Wembley, Londýn, Anglie                        | Litva      | 02:0 00(45.)   | 4:0      | kvalifikace na EURO 2016 |
| 15. | 1. 9. 2017   | Národní stadion Ta' Qali, Ta' Qali, Malta              | Malta      | 00:3 00(90+1.) | 0:4      | kvalifikace na MS 2018   |
| 16. | 7. 6. 2018   | Elland Road, Leeds, Anglie                             | Kostarika  | 02:0 00(76.)   | 2:0      | přátelský zápas          |

## Úspěchy

### Klubové
Manchester United FC
- 1× vítěz Premier League (2012/13)
- 1× vítěz Anglického ligového poháru (2008/09)
- 2× vítěz Community Shieldu (2011, 2013)
- 1× vítěz Mistrovství světa klubů (2008)

## Statistiky

### Klubové
Aktualizováno k 13. 12. 2014
| Klub                            | Sezóna           | Liga                         | Liga   | Liga | FA Cup | FA Cup | League Cup | League Cup | Evropa | Evropa | Ostatní | Ostatní | Celkem | Celkem |
| Klub                            | Sezóna           | Divize                       | Starty | Góly | Starty | Góly   | Starty     | Góly       | Starty | Góly   | Starty  | Góly    | Starty | Góly   |
| ------------------------------- | ---------------- | ---------------------------- | ------ | ---- | ------ | ------ | ---------- | ---------- | ------ | ------ | ------- | ------- | ------ | ------ |
| Manchester United FC            | 2008–09          | Premier League               | 3      | 1    | 5      | 2      | 5          | 0          | 0      | 0      | 0       | 0       | 13     | 3      |
| Manchester United FC            | 2009–10          | Premier League               | 5      | 0    | 1      | 0      | 3          | 2          | 2[a]   | 0      | 0       | 0       | 11     | 2      |
| Manchester United FC            | 2011–12          | Premier League               | 30     | 9    | 2      | 1      | 1          | 0          | 5[b]   | 2      | 1[c]    | 0       | 39     | 12     |
| Manchester United FC            | 2012–13          | Premier League               | 27     | 1    | 4      | 0      | 2          | 0          | 7[a]   | 1      | —       | —       | 40     | 2      |
| Manchester United FC            | 2013–14          | Premier League               | 25     | 9    | 1      | 0      | 4          | 0          | 5[a]   | 1      | 1[c]    | 0       | 36     | 10     |
| Manchester United FC            | 2014–15          | Premier League               | 2      | 0    | 0      | 0      | 1          | 0          | —      | —      | —       | —       | 3      | 0      |
| Manchester United FC            | Celkem           | Celkem                       | 92     | 20   | 13     | 3      | 16         | 2          | 19     | 4      | 2       | 0       | 142    | 29     |
| Preston North End FC(hostování) | 2009–10          | Football League Championship | 8      | 2    | 0      | 0      | 0          | 0          | —      | —      | —       | —       | 8      | 2      |
| Sunderland AFC(hostování)       | 2010–11          | Premier League               | 26     | 6    | 0      | 0      | 2          | 0          | —      | —      | —       | —       | 28     | 6      |
| Sunderland AFC(hostování)       | Celkem           | Celkem                       | 26     | 6    | 0      | 0      | 2          | 0          | —      | —      | —       | —       | 28     | 6      |
| Arsenal FC                      | 2014–15          | Premier League               | 12     | 3    | 0      | 0      | 0          | 0          | 4[a]   | 3      | 0       | 0       | 16     | 6      |
| Celkem v kariéře                | Celkem v kariéře | Celkem v kariéře             | 138    | 31   | 13     | 3      | 18         | 2          | 23     | 7      | 2       | 0       | 194    | 43     |